# Ambasada RP w Helsinkach
Ambasada Rzeczypospolitej Polskiej w Helsinkach (fiń. Puolan Suurlähetystö Helsinki) – polska misja dyplomatyczna w stolicy Finlandii.

## Struktura placówki
W skład placówki wchodzą:
- Wydział Polityczno-Ekonomiczny
- Referat ds. Konsularnych i Polonii
- Referat ds. Administracyjno-Finansowych
- Ataszat Obrony

## Konsulaty honorowe
Miasta, w których znajdują się polskie konsulaty honorowe:
- Konsulat Honorowy RP w Jyväskylä, konsul Hannu Tolvanen
- Konsulat Honorowy RP w Kuopio, konsul Mikko Laakkonen
- Konsulat Honorowy RP w Tampere, konsul Matti Sommarberg
- Konsulat Honorowy RP w Turku, konsul Jari A. Rastas